# Tomoya Uemura
Tomoya Uemura (japanisch 植村 友哉 Uemura Tomoya; * 19. Mai 2000 in der Präfektur Kanagawa) ist ein japanischer Fußballspieler.

## Karriere
Uemura erlernte das Fußballspielen in der Jugendmannschaft des YSCC Yokohama. Hier unterschrieb er im Januar 2019 auch seinen ersten Profivertrag. Der Verein aus Yokohama spielte in der dritthöchsten Liga des Landes, der J3 League.